# Troglodyte à calotte noire
Cantorchilus nigricapillus
Espèce
Statut de conservation UICN

 LC  : Préoccupation mineure
Le Troglodyte à calotte noire (Cantorchilus nigricapillus) est une espèce d'oiseau de la famille des Troglodytidae.
Cet oiseau peuple l'est de l'Amérique centrale et le Tumbes-Chocó-Magdalena.